# Edge city

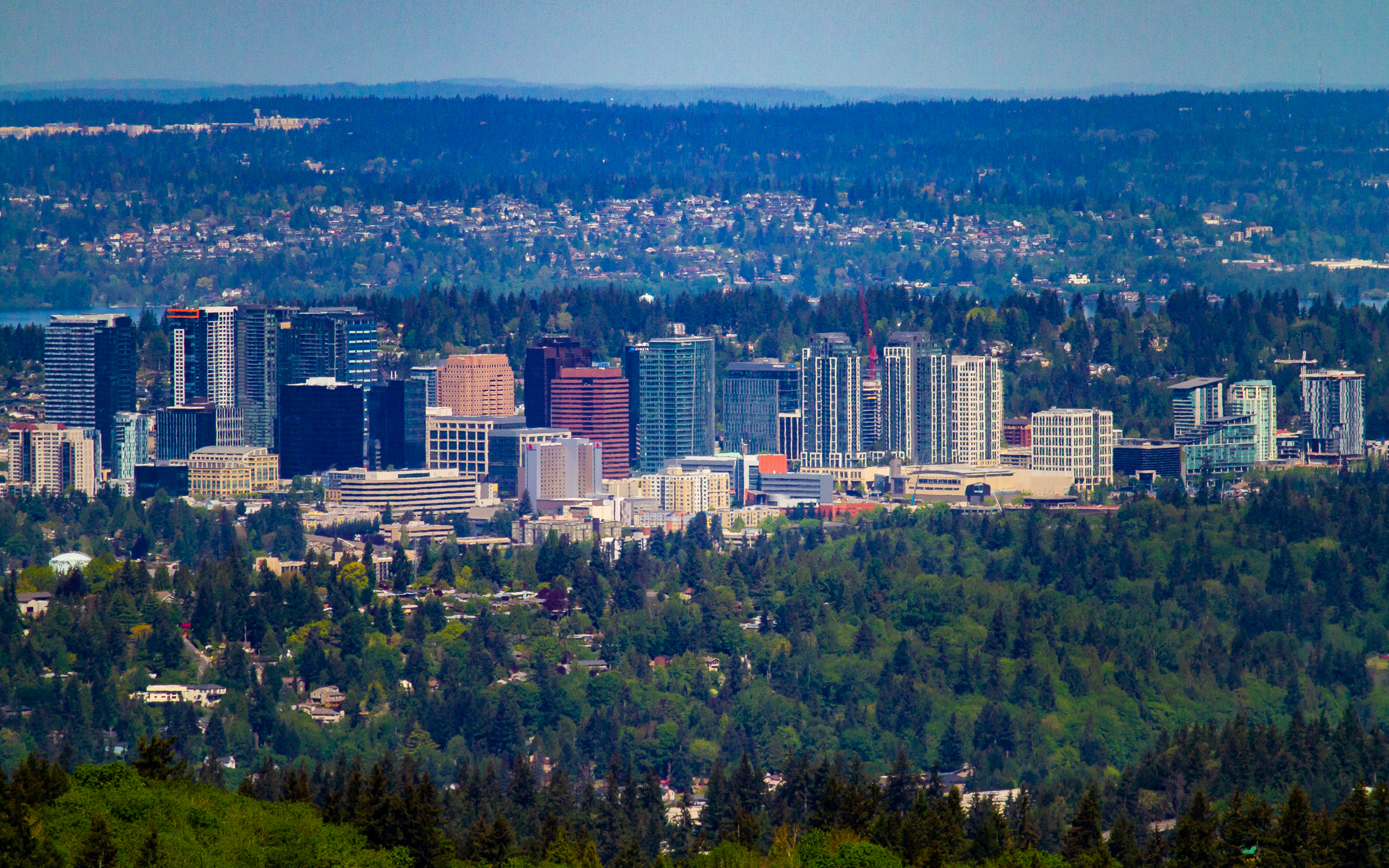
Vista aérea de Bellevue (Washington), una típica edge city con una gran cantidad de espacio comercial y de oficinas.

Edge city (literalmente, «ciudad en el borde») es un término acuñado en los Estados Unidos que designa una zona con una gran concentración de empresas, tiendas e instalaciones de ocio situada fuera de un downtown o distrito financiero tradicional, en lo que previamente había sido una zona residencial suburbana o rural. El término fue popularizado por el libro de 1991 Edge City: Life on the New Frontier («Edge city: la vida en la nueva frontera») de Joel Garreau, quien estableció su significado actual mientras trabajaba como periodista para The Washington Post. Garreau afirma que las edge cities se han convertido en la forma estándar de crecimiento urbano en todo el mundo, constituyendo una forma urbana propia del siglo xx en contraposición a los downtowns céntricos del siglo xix. Otros términos usados para referirse a estas zonas son «centros suburbanos de actividad», «distritos financieros suburbanos», «ciudades perimetrales», «centros periféricos» y «downtowns suburbanos».

## Definiciones

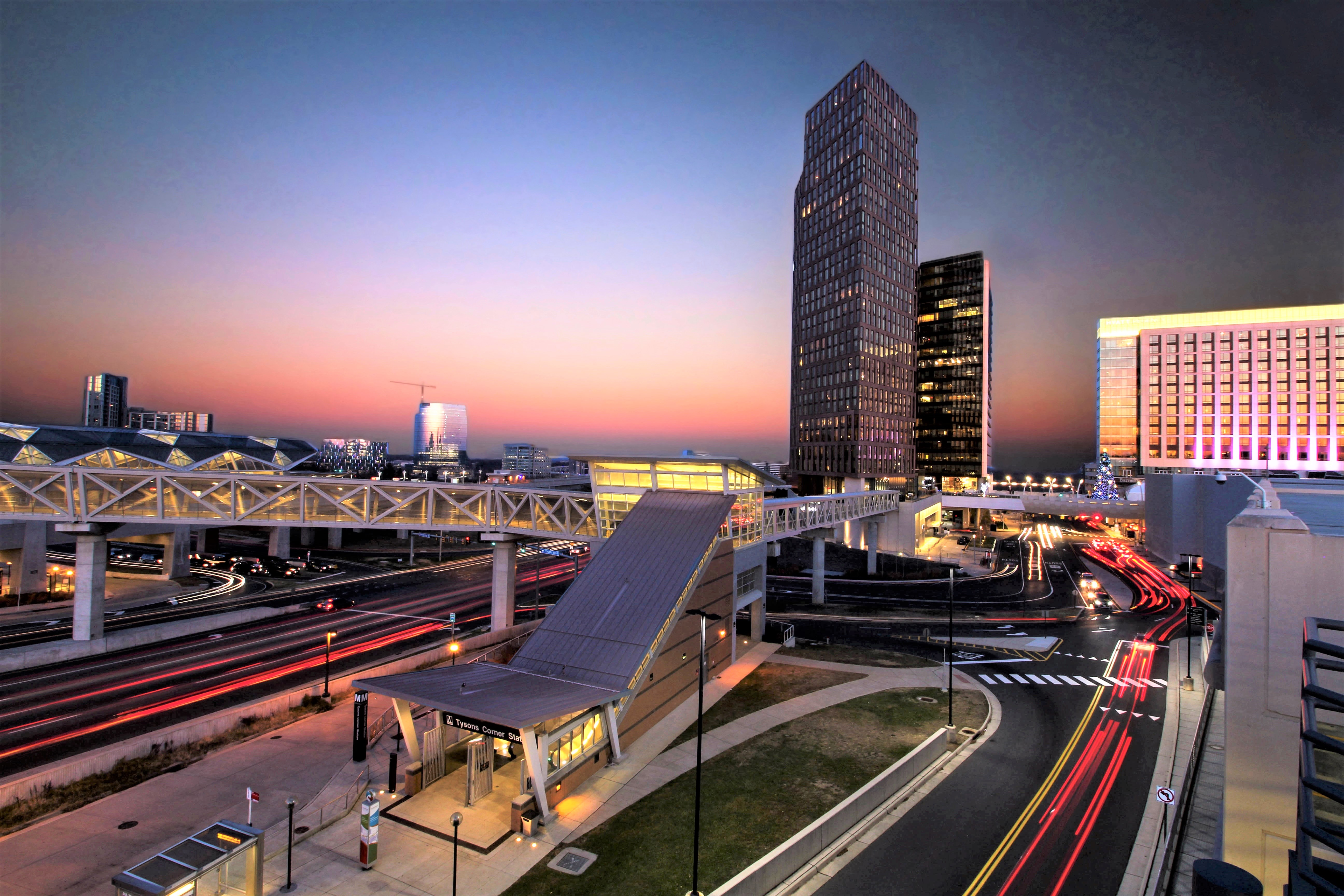
Skyline de Tysons al anochecer.

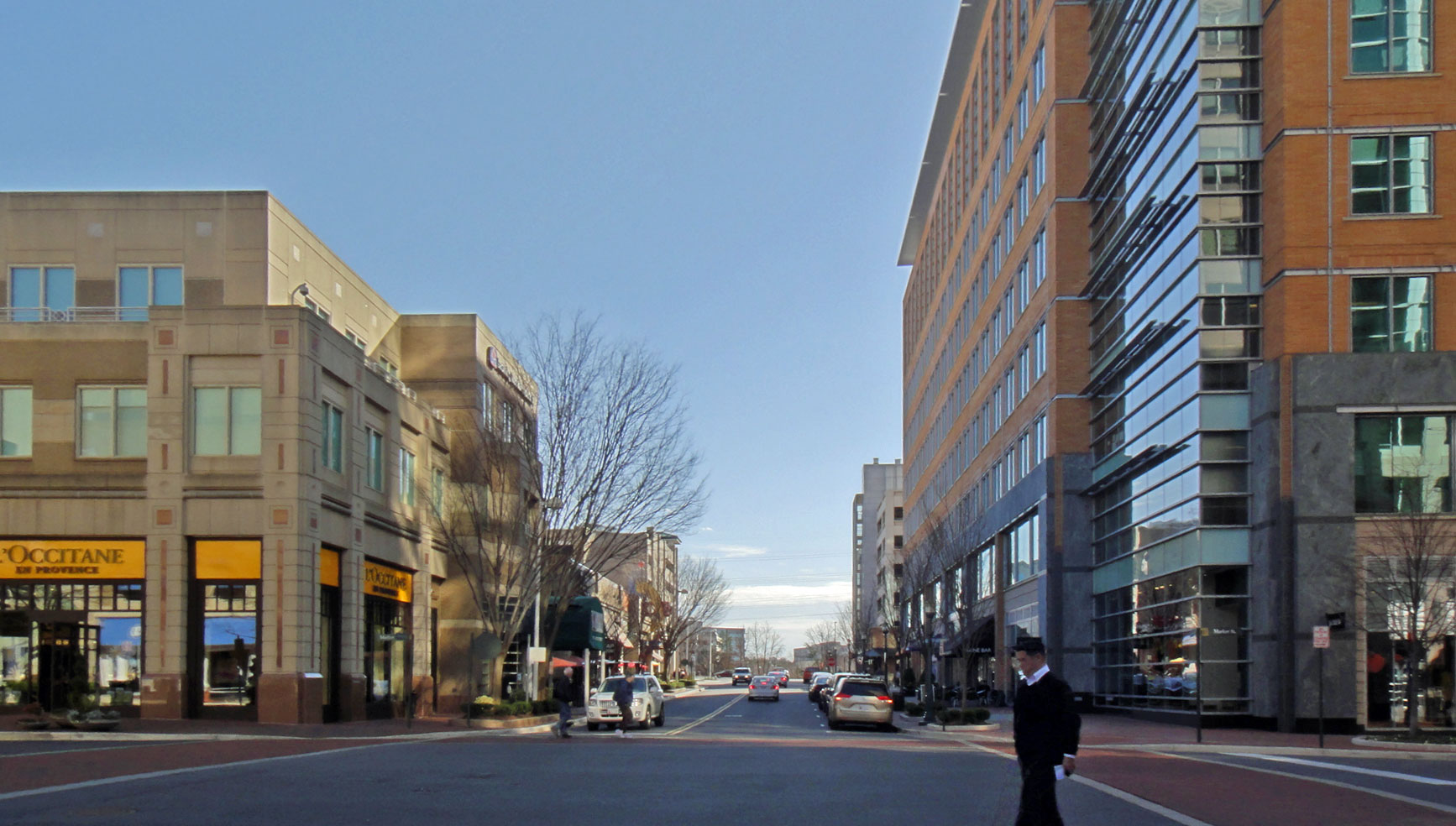
El Reston Town Center.

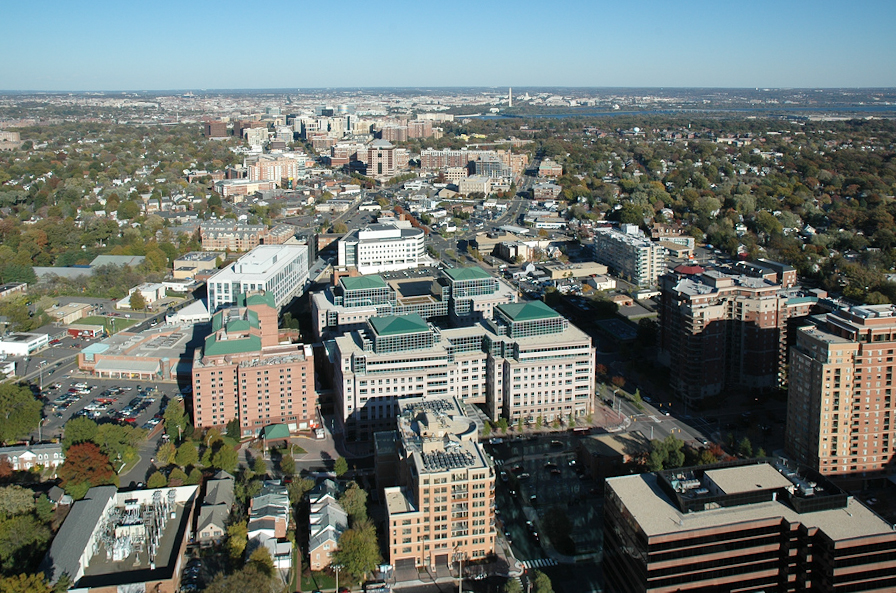
El eje Rosslyn–Ballston en Arlington, cerca de Washington D. C.

En 1991, Garreau identificó cinco requisitos para que un lugar sea considerado una edge city:
- Tiene al menos cinco millones de pies cuadrados (465 000 m²) de espacio de oficinas alquilable.
- Tiene al menos 600 000 pies cuadrados (56 000 m²) de espacio comercial alquilable.
- Tiene más puestos de trabajos que residentes.
- Es considerado por la población como un lugar.
- No era nada parecido a una «ciudad» hace treinta años. Entonces contenía solo viviendas, si no pastos para el ganado.[5]

La mayoría de edge cities se desarrollan junto a intersecciones de autopistas existentes o en proyecto, y es especialmente probable que aparezcan cerca de un aeropuerto importante. Casi nunca albergan industrias pesadas. A menudo no son entidades legales separadas, sino que son gobernadas como parte de los condados a los que pertenecen (esto es más habitual en el Este que en el Medio Oeste, el Sur o el Oeste). Son numerosas —hay casi doscientas en los Estados Unidos, frente a los cuarenta y cinco downtowns de un tamaño comparable— y son grandes geográficamente porque están construidas a la escala del automóvil.

### Tipos deedge cities
Garreau identificó tres variedades diferentes del fenómeno de las edge cities:
- Boomburbs o boomers, el tipo más común, que se desarrolla de un modo incremental, pero rápidamente, alrededor de un centro comercial o cruce de autopistas, por ejemplo Tysons cerca de Washington D. C.[7]
- Greenfields, urbanizadas originalmente como ciudades planificadas, habitualmente en el límite exterior de los suburbios, por ejemplo el Reston Town Center en Reston, cerca de Washington D. C.[8]
- Uptowns, una localidad o ciudad satélite más antigua a partir de la cual surge un importante centro de actividad económica, por ejemplo Arlington, cruzando el río Potomac desde Washington D. C.[9]

También se usan otros términos para designar a las edge cities, como «distritos financieros suburbanos», «grandes centros diversificados», «núcleos suburbanos», «miniciudades», «centros suburbanos de actividad», «ciudades galácticas», «subcentros urbanos», «ciudades de pepperoni y pizza», «superburbios», «tecnoburbios», «ciudades de servicios», «ciudades perimetrales», «centros periféricos», «pueblos urbanos» y «downtowns suburbanos».

### Críticas al concepto
El concepto de edge city ha sido objeto de algunas críticas por parte de los círculos académicos. En algunos casos se ha criticado cierta falta de rigor en los análisis de Garreau, que llevaría a apreciaciones y analogías equivocadas (como considerar que La Défense es una edge city). Entre estas críticas son frecuentes las que creen que la edge city, según la concibe Garreau, es una ficción: un nuevo nombre para un fenómeno ya conocido. Otras de las cosas que se le niegan a la edge city es su condición de ciudad, por cuanto se la sigue considerando como un fenómeno dependiente de un centro urbano de jerarquía superior.

## Densidad y paisaje urbano
Espacialmente, las edge cities contienen principalmente torres de oficinas de mediana altura (junto con algunos rascacielos) rodeadas por grandes aparcamientos sobre la superficie y céspedes meticulosamente cuidados, que casi recuerdan a los diseños de Le Corbusier. En lugar de contar con una cuadrícula de calles tradicional, sus redes viarias son jerárquicas y constan de avenidas arboladas sinuosas (a menudo sin aceras) que desembocan en grandes arterias o rampas de autopista. Sin embargo, las edge cities tienen una densidad de puestos de trabajo similar a la de los downtowns secundarios de ciudades como Newark o Pasadena; de hecho, Garreau escribió que el auge de las edge cities demuestra que «la densidad ha vuelto».

## Historia

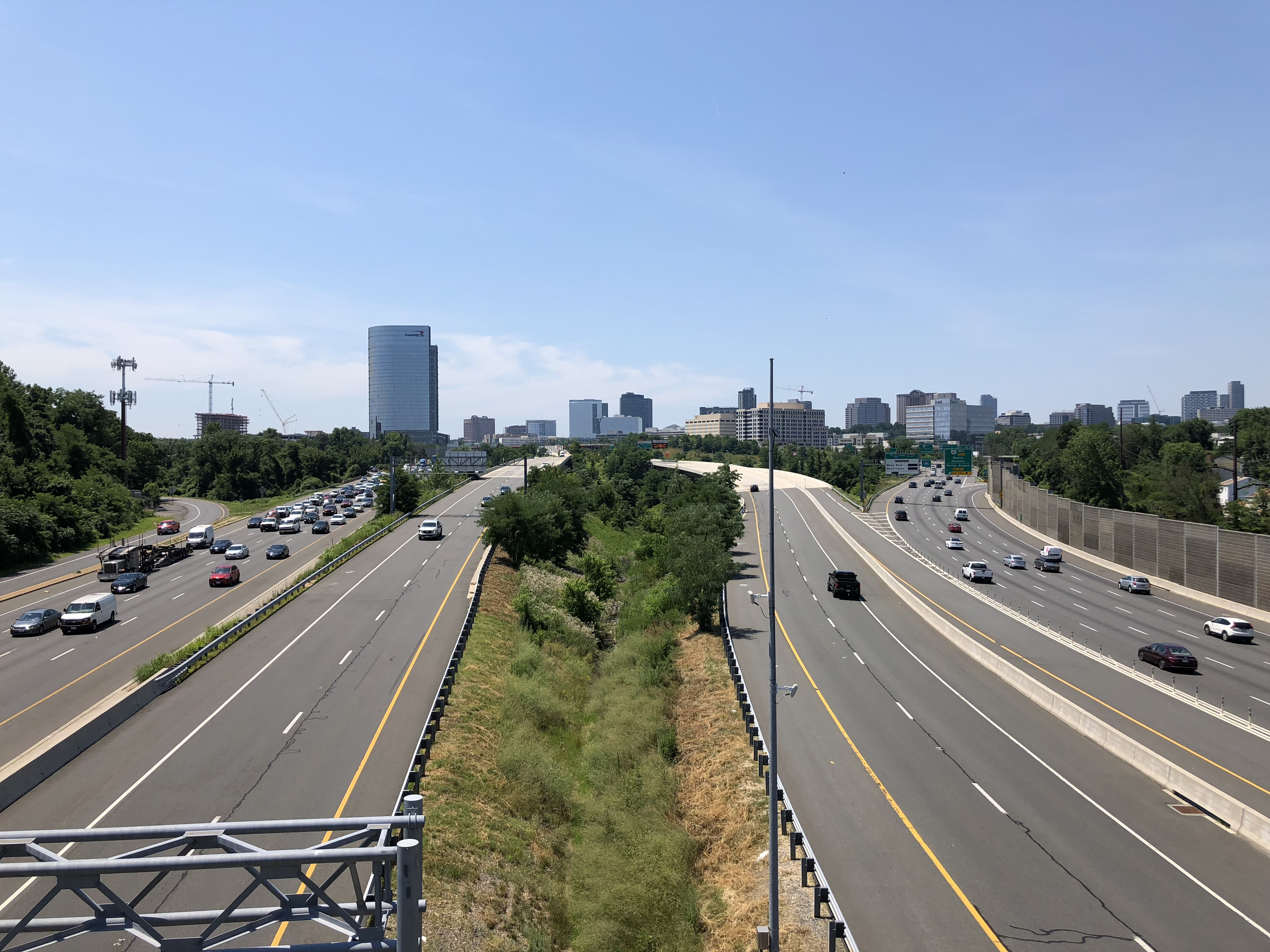
Tysons es una edge city de Washington D. C. a cuya rápida urbanización ha contribuido la ampliación de la línea plateada del Metro de Washington, que en 2014 inauguró cuatro nuevas estaciones en Tysons.

Garreau expone cómo se desarrollaron las edge cities en el contexto estadounidense. A partir de la década de 1950, las empresas tenían incentivos para abrir sucursales en los suburbios y, en muchos casos, abandonar completamente los downtowns tradicionales, debido al creciente uso del automóvil y al traslado de las clases medias y altas a los suburbios, lo que a su vez produjo frustración con la congesión del tráfico y la escasez de aparcamiento en los downtowns. El aumento de los valores del suelo en los downtown céntricos y el desarrollo de las telecomunicaciones también facilitaron esta tendencia.
Aunque existen algunos ejemplos tempranos en la década de 1920, no fue hasta que en la década de 1950 se generalizó el uso del automóvil, tras cuatro décadas de crecimiento intenso y constante, cuando resultó posible que aparecieran edge cities a gran escala. Mientras prácticamente todos los distritos financieros o downtowns secundarios estadounidenses que se desarrollaron pensando en el transporte no motorizado o en el tranvía tienen una red viaria amigable para los peatones con calles relativamente estrechas, la mayoría de edge cities, en cambio, tienen una red viaria jerárquica basada en arterias urbanas hostiles para los peatones, lo que hace que sea difícil llegar a ellas y desplazarse a pie o en transporte público dentro de ellas. No obstante, en algunos casos se ha añadido transporte público en décadas posteriores, como es el caso de la línea plateada del Metro de Washington, que conecta el centro de Washington D. C. con las edge cities de Arlington y Tysons, o el de las edge cities planificadas por el Gobierno de Canary Wharf en Londres y La Défense en París, que incluyeron transporte público desde su concepción.

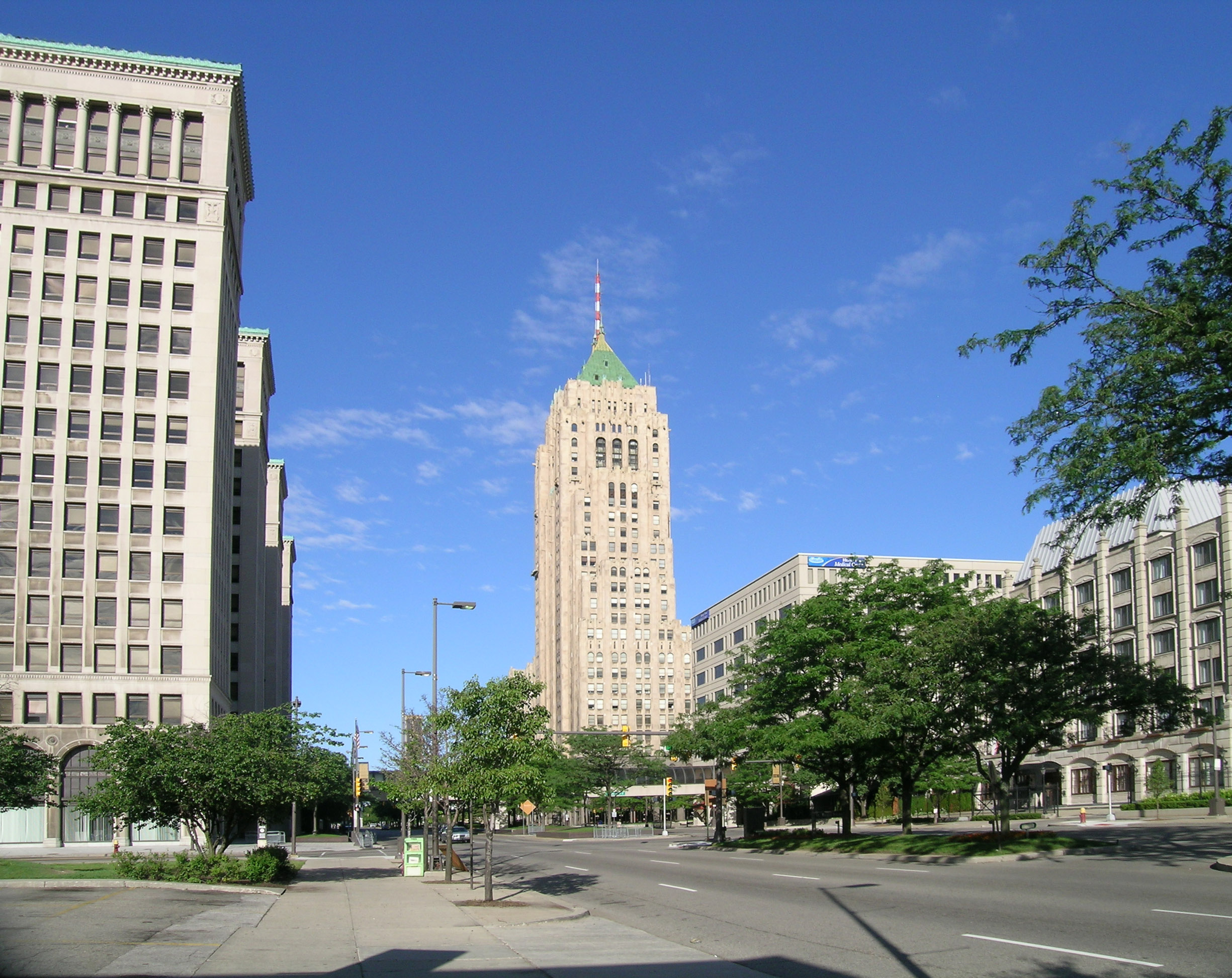
El New Center de Detroit data de la década de 1920 y es considerada la primera edge city.

La primera edge city fue el New Center de Detroit, construido en la década de 1920 unos cinco kilómetros al norte del centro de la ciudad como un nuevo downtown para Detroit. El New Center y la sección conocida como Miracle Mile del Wilshire Boulevard de Los Ángeles están considerados como las primeras formas urbanas orientadas al automóvil. Sin embargo, las dos fueron construidas con unos objetivos radicalmente diferentes: el New Center como un parque empresarial y la Miracle Mile como una avenida comercial. El ejemplo clásico de edge city que proporciona Garreau es el centro de las tecnologías de la información Tysons, al oeste de Washington D. C.

### Fuera de los Estados Unidos
Garreau muestra cómo también se han desarrollado edge cities en otros países, citando específicamente Canadá, México, Australia y ciudades como París, Londres, Karachi, Yakarta y Tianjin. En los casos de Londres y París, observa que estas edge cities se desarrollaron con planificación pública y transporte público integrado.

## Problemas de lasedge cities

### Movilidad

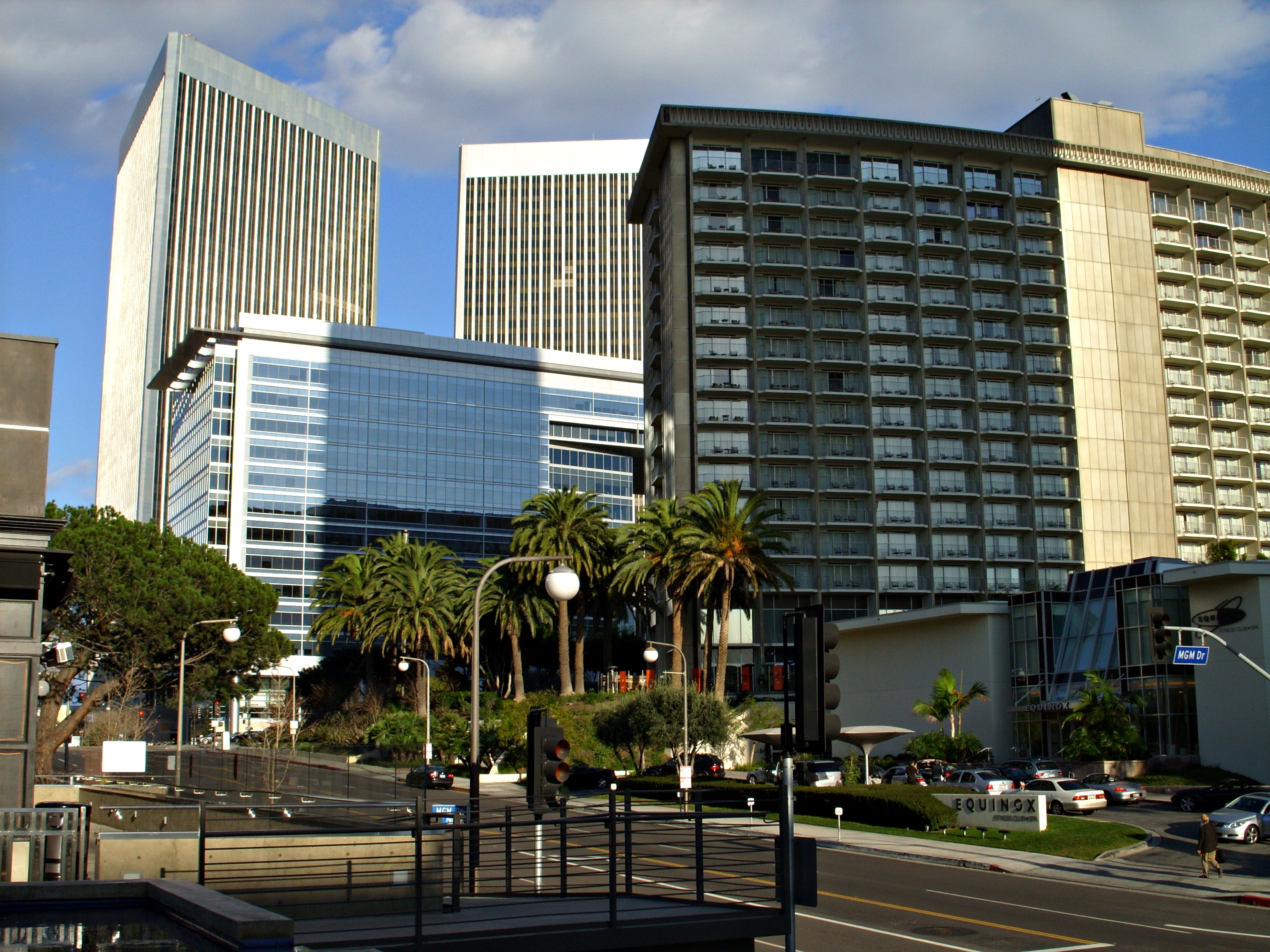
Century City, una edge city de Los Ángeles.

Algunas edge cities planificadas junto a cruces de autopistas en proyecto han tenido graves problemas de tráfico si alguna de estas autopistas no se llega a construir. En particular, Century City, una pionera edge city de la década de 1960 construida en un antiguo estudio de exteriores de la 20th Century Fox en el oeste de Los Ángeles, fue planificada junto con un proyecto a largo plazo para su acceso a través de un sistema de ferrocarril urbano y la Autopista de Beverly Hills. Sin embargo, ninguno de estos dos proyectos llegó a buen término, lo que provocó una enorme congestión del tráfico en las calles que conectaban Century City con las autopistas existentes, a tres kilómetros de distancia. Más de medio siglo después, la ampliación de la línea D del Metro de Los Ángeles proporcionará finalmente un acceso ferroviario, y está previsto que la estación de Century City/Constellation sea inaugurada en 2025.

### Sostenibilidad
En 2003, Lang y LeFurgy sostuvieron que las edge cities podrían resultar ser solo un fenómeno del siglo xx debido a sus limitaciones. En primer lugar, los habitantes de las zonas residenciales de baja densidad que las rodean suelen resistirse ferozmente a su ampliación hacia el exterior (como ha sucesido en Tysons y Century City). Por otra parte, como sus redes internas de calles están gravemente limitadas en capacidad, su densificación es más difícil que en los distritos financieros y downtowns secundarios tradicionales. Como consecuencia, consideraban que la construcción de viviendas de media y alta densidad en las afueras de las edge cities era «entre difícil e imposible». Como la mayoría están construidas a escala del automóvil, sostenían que «el transporte público habitualmente no puede servirlas bien». Consideraban que el acceso y la circulación a pie dentro de una edge city era poco práctico, si no imposible, aunque las viviendas estén cerca. Por ello, contemplaban la revitalización de las edge cities como «el principal proyecto de renovación urbana del siglo xxi».

## Lasedge citiesen el sigloXIX

### Densificación

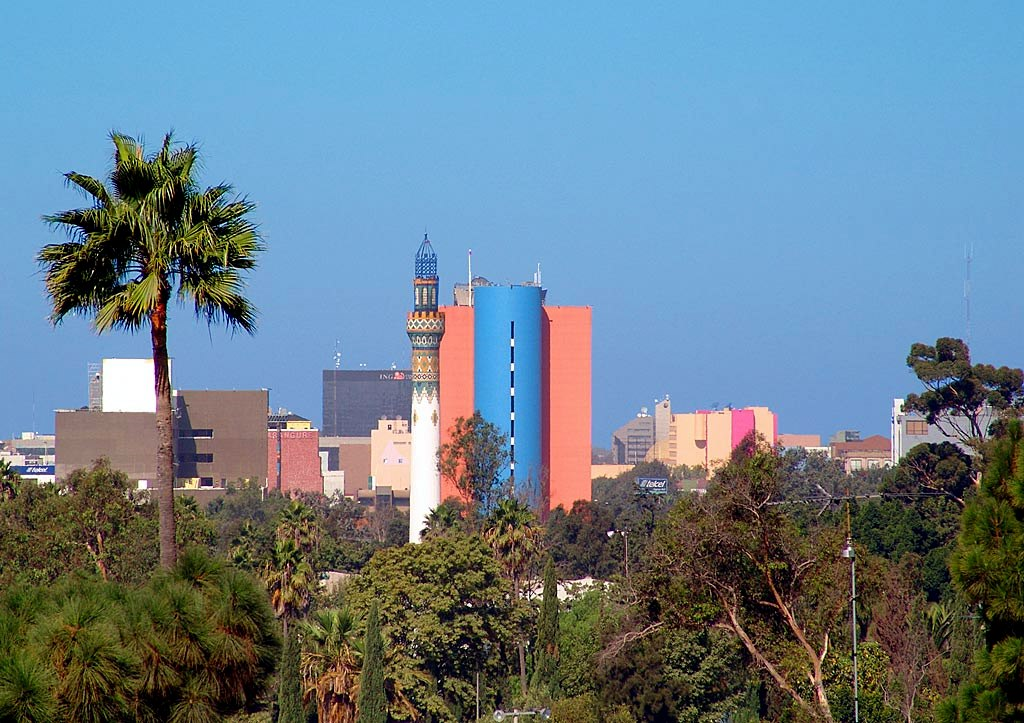
Zona Río, el mayor distrito comercial de Tijuana (México), es una edge city planificada en la década de 1980.

En la actualidad, muchas edge cities tienen planes para su densificación, a menudo en torno a un núcleo caminable al estilo de un downtown y con una mejora de su accesibilidad en transporte público y bicicleta, además de la construcción de viviendas más densas en barrios de estilo urbano. Por ejemplo, en Tysons, en el área metropolitana de Washington D. C., el objetivo es que la ciudad se convierta en el núcleo central del condado de Fairfax. Para ello, «se han delimitado ocho distritos, cuatro de los cuales están centrados en torno a las nuevas estaciones del metro». Se continúan elaborando planes para mejorar el transporte y la accesibilidad de la zona. «Los objetivos del plan son que el 75 % de los desarrollos esté a menos de ochocientos metros de una estación de metro, en un centro urbano con 200 000 puestos de trabajo y 100 000 residentes».

### Fuera de América del Norte
Pese a las lecciones que proporciona la experiencia estadounidense, en países con un rápido desarrollo como China, India y los Emiratos Árabes Unidos, las edge cities están emergiendo rápidamente como nueva forma urbana a medida que la propiedad de automóviles se dispara y se limpian terrenos marginales para su urbanización. Por ejemplo, en las afueras de Bangalore se están construyendo numerosas torres de oficinas de cristal de mediana altura rodeadas por exuberantes jardines y amplios aparcamientos donde se han instalado muchas empresas extranjeras. Dubái proporciona otro ejemplo.

## Impacto de lasedge cities

### Relación con el área metropolitana

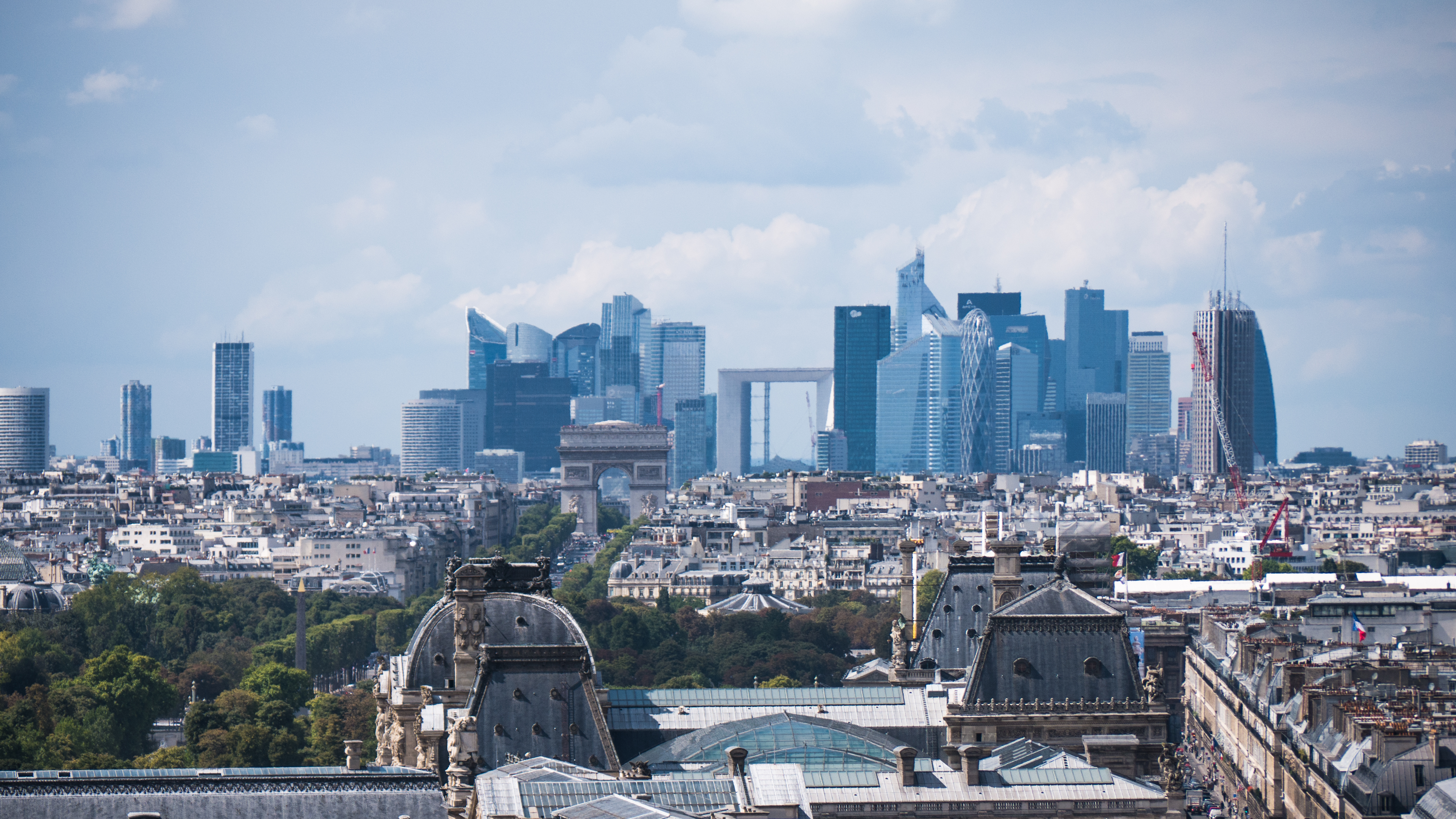
La Défense, una edge city de París.

La aparición de las edge cities no ha estado exenta de consecuencias para las áreas metropolitanas a las que rodean. Las edge cities aparecen por la descentralización de la población del centro de las grandes ciudades, que se ha producido desde la década de 1960. A su aparición y crecimiento se han atribuido cambios socioeconómicos en las áreas metropolitanas como el incremento de los precios del suelo en épocas de estancamiento de los salarios, la localización de las zonas industriales y la competición por el trabajo entre las edge cities y las zonas más céntricas. Ha habido un importante debate entre los economistas sobre si «los trabajos siguen a las personas o las personas siguen a los trabajos», pero en el contexto del fenómeno de las edge cities, los trabajadores han sido atraídos desde los distritos financieros en favor de la economía de la edge city. Se ha demostrado que los promotores de edge cities planifican estratégicamente su ampliación para alejar a los trabajadores de las ciudades más densas y maximizar las ganancias de las actividades económicas y comerciales de estas zonas.
Las edge cities contribuyen al desarrollo urbano creando nuevos puestos de trabajo al atraer trabajadores de las áreas metropolitanas que las rodean. Como consecuencia del auge de las edge cities, se han construido más centros comerciales, hoteles, apartamentos y edificios de oficinas. Actualmente, hay más edge cities que downtowns tradicionales del mismo tamaño. Garreau afirma que una razón para el auge de las edge cities es que «en la actualidad, hemos trasladado nuestros medios de crear riqueza, la esencia del urbanismo —nuestros trabajos—, a donde la mayoría de nosotros hemos vivido y comprado durante dos generaciones». En comparación con los centros urbanos, las edge cities ofrecen a las empresas muchas ventajas: terrenos más baratos, seguridad, comunicaciones eficientes por tierra, instalaciones tecnológicas avanzadas y una alta calidad de vida para sus trabajadores y directivos.

### Impacto en la economía y la industria
Este concepto ha mostrado el impacto que la economía nacional tiene en la edge city y sus alrededores. A través de Garreau, el término «edge city» ha proporcionado información sobre la importancia de los actores corporativos para la fortaleza de las economías urbanas y regionales. Garreau observa que las edge cities tienen una tendencia a contar con una gran industria orientada a los servicios vinculada a la economía nacional. La edge city ofrece suministros a sus alrededores en la forma de instalaciones comerciales y servicios al consumidor. Progresivamente, a medida que su población aumenta, diferentes servicios empiezan a trasladarse a la edge city. Las oficinas corporativas ocupan espacio en las edge cities y proporcionan conexiones a ubicaciones exteriores si se toman decisiones desde esas ubicaciones. No solo existen edge cities basadas en las empresas, los servicios y el transporte, sino que las edge cities impulsadas por la innovación generan vínculos metropolitanos adicionales. Las edge cities pueden crear un crecimiento significativo en las instalaciones comerciales, de ocio y de servicios al consumidor, lo que a su vez provoca un aumento en las oportunidades locales de empleo. Las edge cities, en suma, son apropiadas para una economía caracterizada por un mercado orientado a los servicios, así como para sostener importantes sectores manufactureros.

### Relaciones políticas

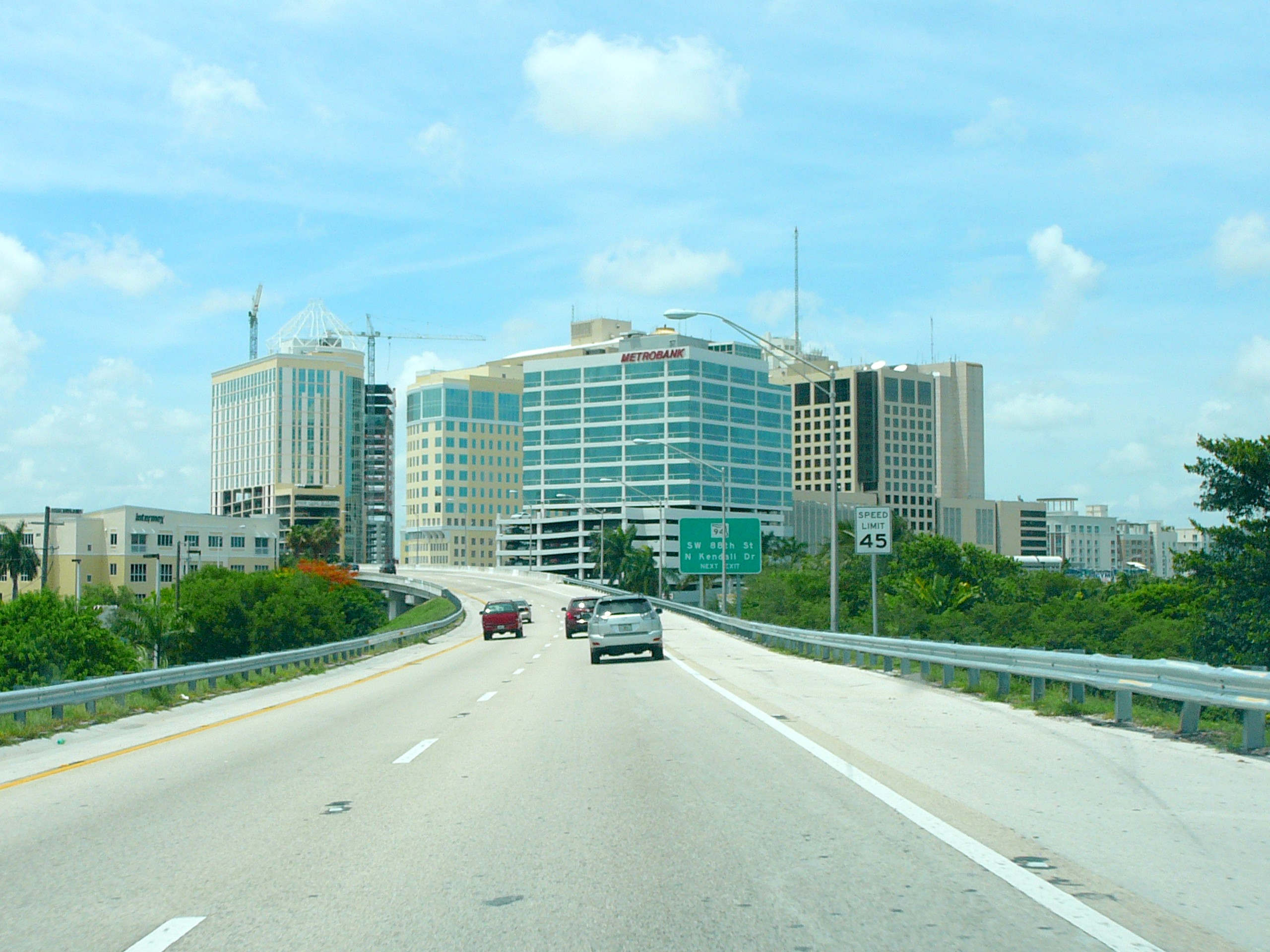
Dadeland es denominada en ocasiones «Downtown Kendall» pese a que Kendall es un área no incorporada del condado de Miami-Dade. Una zonificación especial permitió la construcción de edificios altos en la zona, que albergaba principalmente viviendas unifamiliares.

Los grupos políticos contribuyen a la creación de la edge city de una manera particular. Habitualmente existe una comisión de desarrollo u organización similar que opera en paralelo a las instituciones gubernamentales locales, del condado y del estado e interacciona con ellas. Algunos autores llaman a estas comisiones un «proto-Gobierno» o «Gobierno en la sombra» privado. De acuerdo con los escritores Phelps y Dear, «estos Gobiernos en la sombra pueden establecer tributos, legislar y vigilar sus comunidades, pero rara vez rinden cuentas democráticamente, responden principalmente a la riqueza (en contraposición al número de votantes) y están sujetos a pocas limitaciones constitucionales», dado que «las edge cities han recibido sustanciales inversiones». En la mayoría de casos, se forma una «privatopía» dentro de las zonas residenciales de la edge city, donde los desarrollos privados de viviendas están gestionados por comunidades de propietarios. En 1964 había menos de 500 comunidades, pero «en 1992 había 150 000 comunidades privadas gobernando a unos 32 millones de estadounidenses».
Como en cualquier ciudad, las edge cities atraviesan fases de crecimiento y reurbanización. La política en las edge cities es única porque habitualmente gira en torno a su desarrollo. Así, contribuye a una «máquina de crecimiento» que extiende la urbanización del país, aunque pueden eclipsar a localidades más pequeñas que también atraviesan fases similares de reurbanización. Según Phelps, «las intervenciones estatales son importantes tanto conceptual como empíricamente dado que con su alcance, momento, naturaleza y legado moldean la política urbana en diferentes lugares y en un mismo lugar en diferentes momentos». Por ejemplo, Tysons atravesó un proceso de desarrollo debido al agresivo reclutamiento de empresas por parte del Gobierno del condado con la promesa de un futuro crecimiento. La llegada de más empresas hizo que la ciudad creciera, lo que a su vez hizo que las empresas también crecieran. Se creó así una reacción en cadena que dio forma a la actual Tysons. En este caso, la política también desempeñó un papel importante, que se puede remontar a una comisión especial creada por petición de la Junta de Supervisores del condado de Fairfax que examinó la capacidad fiscal del condado en relación con las disminuciones en los gastos de consumo colectivo.